# Sport Club Bahiano
O Sport Club Bahiano foi um clube de futebol brasileiro, com sede em Salvador. Fundado em 7 de setembro de 1903, é considerado o primeiro clube exclusivo da pratica do futebol na Bahia.

## História
Fundado em 1903, participou da fundação da Liga Bahiana de Sports Terrestres, precursora do atual Federação Bahiana de Futebol, O clube dissolveu-se em 1908, devido a crises financeiras.
Participou das edições de 1905, 1906 e 1907 do Campeonato Baiano de Futebol.